# 降霊術

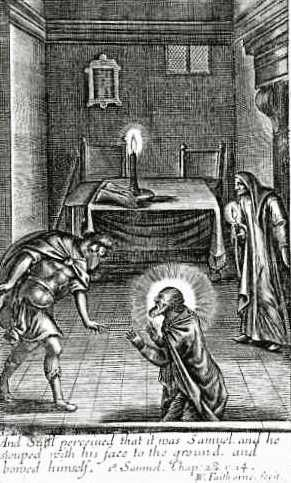
最も有名な聖書の降霊術師である「エンドルの魔女」。ジョゼフ・グランヴィル『凱旋するサドカイ主義』（1681年）の口絵。

降霊術（こうれいじゅつ）は、占いの目的のために亡者の霊を呼び寄せようとする魔術の形態である。
降霊術を指す英語のネクロマンシー（Necromancy）は、古代ギリシア語の νεκρός （ネクロス：「死体；（冥府の）死人」) と μαντεία （マンテイア：「予言、占い」）に由来する。複合語の νεκρομαντεία （ネクロマンテイア）自体は古代後期のものであり、アレクサンドリアのクレメンスの『ギリシア人へのすすめ』やオリゲネスの著述に用例がある。古典ギリシア語では ἡ νέκυια （ネキュイア）で、ヘレニズム期のコイネーでは νεκυομαντεία （ネキュオマンテイア）でもあり、ラテン語形でnecyomantia、17世紀の英語でnecyomancyとなった。

## 古代
初期の降霊術はけだし先祖の霊などを招くシャーマニズムと関係がある。古典的降霊術師は、トランス状態のシャーマンの呟き声に類似する「甲高い喚き声と低い唸り声の入り混じった」言葉で死者に呼びかけた。
ストラボンは降霊術をペルシア人の間で行われている占術の基本的な形式としており (Strabo, xvi. 2, 39, νεκρομαντία)、それはカルデア、エトルリア、バビロニアの人々の間で広く行われていたとも信じられている。バビロニアの降霊術師は Manzazuu または Sha'etemmu と呼ばれ、かれらの呼び出した霊は Etemmu と呼ばれる。
降霊術はバビロン、エジプト、ギリシア、ローマで行われていた痕跡があり、西洋の古代において広く行われていた。降霊術についての最古の文学記述はホメーロスの『オデュッセイア』（紀元前700年頃）にある。『オデュッセイア』第11歌「冥府行」（ネキュイア）の中で、強大な魔女であるキルケーの保護下にあったオデュッセウスは、ハーデース（冥府）へ旅し、キルケーの教えた呪文を使って死者の霊を呼び出そうとする。かれの意図は、故国を目指す喫緊の航海について洞察を得るためにテイレシアースの影に呼びかけ伺いを立てることであった。しかしかれは他の者の援けなくして霊を呼び寄せることはできない。ホメーロスの詩節には、降霊術に関わる特定の儀式への言及が多数ある。その儀式は夜間に火を燃やした穴の周りで行わなければならない。加えてオデュッセウスは、死霊に飲ませる犠牲獣の血を使うなどの特定の方式に従わなければならず、さらには冥界の死霊と神々とに向けて祈願の言葉を唱える。ギリシア神話には冥界に住む死者への言及が非常に多い。これがギリシア神話における降霊術の主要形式であり、ほとんどの場合、英雄たちは冥府に下り、魂を求めなければならない。
死者のもつ知識は限りがないと考えられた文化もありえようが、古代のギリシア人とローマ人について言えば、個々の幽鬼の影は一定のことしか知らなかったという指摘がある。死者の助言に価値があると思われたのは、かれらが生あるうちに知ったこと、もしくは死後に得た知識の功であったと考えられる。オウィディウスは、死者が新しい報せや噂話をやり取りできる冥界の市場について記している。
聖書には降霊術師についての多くの言及がある。申命記（18章9–12節）はカナン人の行う死者に由る占いに関わらぬようイスラエル人にはっきりと戒めている。
9あなたの神、主が賜わる地にはいったならば、その国々の民の憎むべき事を習いおこなってはならない。10あなたがたのうちに、自分のむすこ、娘を火に焼いてささげる者があってはならない。また占いをする者、卜者、易者、魔法使、11呪文を唱える者、口寄せ、かんなぎ、死人に問うことをする者があってはならない。12主はすべてこれらの事をする者を憎まれるからである。そしてこれらの憎むべき事のゆえにあなたの神、主は彼らをあなたの前から追い払われるのである。
この警告はつねに考慮されたわけではなかった。例えばサウル王は、エンドルの魔女に命じて黄泉（シェオル）からサムエルの影を呼び出させた。後世、一部のキリスト教の著述家は、人間が死者の霊を呼び戻すことができるという発想を却下し、かかる影は偽装した悪霊（デーモン）であると解釈した。かくして降霊術は悪霊呼び寄せと同義となった。
アルルのカエサリウスは、たとえ呪文のはたらきが利益をもたらすように見えるとしても、キリスト教の神以外のいかなる悪霊も「神々」も信用せぬよう聴衆に説いた。かれは、悪霊たちは神の許しによってのみ行動するのであり、キリスト教徒に試練を与えることを神に許されているのだと述べる。カエサリウスはここで人を咎めているのではない。かれはただ、降霊術は聖書で禁じられているにもかかわらず存在していると述べたにすぎない。

## 中世初期および盛期
北欧神話にも降霊術の事例 (Ruickbie, 2004:48) がある。たとえば「巫女の予言」の中に、オージンが未来を教えてもらうために女予言者たちを呼び出す場面がある。『スヴィプダグルの歌』の第1部である「グローアの呪歌」では、英雄スヴィプダグルは、自分に魔法をかけてもらおうと、巫女であったかれの亡き母グローアを呼び出す。『フロールフ・クラキのサガ』では、ハーフエルフの王女であるスクルドは実に魔法（セイズル）に長けており、ほとんど戦いに無敵であった。かの女は自分の戦士が倒れると蘇らせて戦いを続けさせた。
多くの中世の著述家はキリスト教の神の援けなくして復活は不可能であると信じた。かれらは占いの実践を、霊の姿を取るデーモン（悪霊）を呼び出すことであると説明した。その実践ははっきりと悪霊魔術として知られるようになり、ローマ・カトリック教会はこれを断罪した。
中世の降霊術は、アラビアの影響に由来する天文魔術と、キリスト教とユダヤ教の教義に由来する悪魔祓いとを総合したものと信じられている。アラビアの影響は、月の相、太陽の位置、日取りと時間を要件とする儀式において明らかである。香を炊いたり像を埋めたりすることは天文魔術と降霊術の双方にみられる。キリスト教とユダヤ教の影響は、呼び寄せの儀式で用いられるシンボルや祈祷文に見出される。
中世の降霊術師は多くの場合、キリスト教の聖職者の一員であった。ただし聖職者でない者も記録に残っている。ある場合には、ただの見習いや下級聖職者に叙階された者が実践に手を染めた。かれらは霊的存在（特に悪霊）の操作と魔術実践への信念で結びついていた。これらの従事者はほとんどの場合、読み書きができ、十分な教養があった。ほとんどの者は悪魔祓いの基本的な知識をもち、占星術と鬼神学の文献に接したことがあった。聖職者としての教育は非正規的であり、大学へ入ることはまれであった。大多数の者は師と徒弟という関係の中で教育され、ラテン語と典礼と教理の基本的な知識をもつことが要求された。この教育は精神的な指導に結びつくとは限らず、神学校など存在しないも同然であった。かかる確たる教育の不在が、キリスト教の教理においてオカルト的実践が非難されているにもかかわらず一部の意欲的な聖職者がキリスト教の典礼をオカルト的実践に結びつけることを許容した。
中世の降霊術師は以下の3つのことを降霊術で成し遂げることができると信じた。すなわち、意志の操作、幻影、知識である。意志の操作は、他人や動物や霊の心と意志に影響を及ぼす。他人に苦痛を起こさせるために、“狂気に駆り立てるために、愛または憎悪に燃え上がらせるために、気に入られるために、何らかの行為をやらせたり、やらないように仕向けるために”、悪霊が呼び出される。幻影には、死者の影を呼び起こす、豪華な食事の並ぶ宴を現出させる、魔法の舟や馬の姿をした悪霊などの乗物を呼び出す、といったことが含まれる。知識は悪霊を通じて得られるとされた。犯人を同定する、物品を探す、未来の出来事を明かす、といったさまざまなことに悪霊は情報を提供するとされた。
ミュンヘン式書に示されるように、中世の降霊術の実行には通常、魔法の圏、祈祷文、生贄が必要であった。圏はふつう地面に描かれたが、布や羊皮紙が用いられることもあった。キリスト教的観念とオカルト的観念の混成であるさまざまな物、図形、記号、文字が内側に配される。圏は中に入っている者に力を与え、防護すると信じられ、呼び出された悪霊から降霊術師を護るとされた。祈祷文は物質界に出現せんとする悪霊と交渉するための方法である。それは通常、悪霊を呼び出すために権威的態度をもって特別な言葉の力を行使するものであり、多くの場合、キリスト教的な祈りや聖書の文句の利用が組み込まれていた。こうした祈祷文は、何度も続けざまに唱えたり、あちこちに向きを変えて唱えたりして、呼び寄せが完了するまで続けられることもある。生贄は呼び寄せに対する報酬である。人肉や動物の肉が必要なこともあり得るが、簡易に何らかの品物を供えるだけの場合もあった。捧げ物の品物を集める時間、場所、方法が儀式において重要な役割を果たすとされることもあった。
降霊術を行ったとして告発された者の自白の事例はそう多くはないが、さまざまな魔法や魔術的実験があったことをそれらは示している。とはいえ自白として記録された内容がかれらの実行の結果であったのか、尋問者の気まぐれによるものなのか、判定するのは困難である。1323年のパリの宗教裁判記録の示すところでは、「細切れの猫の皮で作られた輪の中から悪霊ベリクを呼び出そうと企てた集団」が、教会の定義するところの“降霊術”に関与していたことは明白であったという。

## 現代の降霊術
古くからある降霊術を指す言葉であるネクロマンシーは、現代では死の操作を自称したり装ったりするものを表す一般的な言葉として用いられ、概して魔術的なニュアンスを帯びている。近現代の交霊会、チャネリング、スピリティスム、スピリチュアリズム（交霊術、心霊術）は、仮定上の呼び出された霊に対して未来の出来事を啓示することを要請する場合においてネクロマンシーと近接する。ネクロマンシーは降神術の一部門である心霊占いとして呈示されることもある。
ナイトクラブ・エクスカリバーでのフーディーニ交霊会とロングランの見世物であるスーパーナチュナル・シカゴは、霊との接触をテーマとしているため、その主演者を“降霊術師ニール・トビン”として宣伝している。
ルイス・スペンスの『オカルト百科事典』は次のように述べている。
術にはほとんどよろずの用法がある。ネクロマンシーの技で適切に実行されるべき厳密な方法について現代の達人たちの間には相当の意見の相違がある。そして中世に妖術と呼ばれたネクロマンシーが現代の心霊主義的実践に陰影を与えていることを心に留めておかなければならない。しかしながらネクロマンシーがオカルティズムの試金石であることに疑いの余地はない。入念な準備の後に達人があの世から魂を呼び起こすことを首尾よく成し遂げるならば、かれはその術の価値を証したことになるからである。

## 文献

### 関連図書
- Halliday, Greek Divination (1913). Chapter 11 is on Necromancy
- Ogden, Daniel, Greek and Roman Necromancy 2004. ISBN 0-691-11968-6 — Reviewed by Sarah Iles Johnston, Bryn Mawr Classical Review (6/19/2002), with stinging methodological criticism.
- Ruickbie, Leo, Witchcraft Out of the Shadows. Robert Hale, 2004. ISBN 0-7090-7567-7. See ch. 1 in general and p. 24 in particular for discussion of necromancy in the encounter between Circe and Odysseus.
- Spence, Lewis. (1920). An Encyclopedia of Occultism. Hyde Park, NY : University Books.

中世
- Kieckhefer, Richard. (1997). Forbidden Rites. Sutton Publishing.
- Kieckhefer, Richard. (1989). Magic in the Middle Ages. Cambridge : Cambridge University Press. ISBN 0-521-78576-6
- Kors & Peters (2001). Witchcraft in Europe 400-1700. Philadelphia : University of Pennsylvania Press. ISBN 0-8122-1751-9
- Vulliaud, Paul. (1923). La Kabbale Juive : histoire et doctrine, 2 vols. Paris : Émile Nourry, 62 Rue des Écoles.